# Norton Internet Security
Norton Security (früher Norton Internet Security) ist eine Sicherheitssoftware des amerikanischen Softwarehauses Symantec. Seit seiner Erstveröffentlichung 1990 wurde es von über 370 Millionen Anwendern (Stand: Jan. 2006) eingesetzt. Norton Internet Security bietet einen vom Programmumfang her sehr umfassenden Schutz vor Bedrohungen aus dem Internet.
Die Software wurde lange Zeit wegen ihres hohen Ressourcenverbrauchs sowie wegen der eher unregelmäßigen Verteilung von Updates kritisiert. Tests zufolge schneidet sie im Vergleich mit Konkurrenzprodukten einigermaßen gut ab.

## Versionen

### 2006
Die Version 2006 enthielt folgende Programme:
- Norton AntiVirus (schützt vor Viren, Trojanern und Spyware, indem es sie erkennt, isoliert und entfernt)
- Norton Personal Firewall (schützt vor unbefugten Zugriffen aus dem Internet)
- Norton Privacy Control (überwacht private Dateien)
- Norton Antispam (filtert Spam-Mails heraus und legt sie in einem separaten Spam-Ordner ab)
- Norton Parental Control (Mit einer sog. „Kindersicherung“ können Seiten mit kriminellem oder pornographischem Inhalt gesperrt werden)

### 2007
Die Version 2007 enthielt folgende Programme:
- Norton AntiVirus
- Norton Personal Firewall
- Norton Antispyware
- Norton Confidential (Antiphishing; Symbolleiste im Internet Explorer und Mozilla Firefox)

als zusätzliches und kostenloses Add-on Pack von der Symantec-Webseite
- Norton AntiSpam (nur Outlook Express und Microsoft Outlook)
- Norton Parental Control
- Blockierung vertraulicher Daten
- Werbeblocker

### 2008
Die Version 2008 erschien Ende September 2007. Sie verbesserte zum einen den Ressourcenverbrauch und fügte zum anderen die Funktionen „Norton Identity Safe“ und „SONAR“ (Symantec Online Network for Advanced Response) hinzu.

### 2009
Die Version 2009 ist am 9. September 2008 in Amerika erschienen. Wie bei allen Norton-Produkten verzögerte sich die Deutschland-Veröffentlichung um einige Wochen.
Die Version 2009 führte eine komplett überarbeitete Schnittstelle ein und verbesserte maßgeblich die Leistung sowie die Scanzeiten. Weiterhin wurde die Funktion „Norton Insight“ eingeführt, die auf Wunsch bestimmte System- und Programmdateien mit online gespeicherten Versionen vergleicht und bei Erfolg von weiteren Prüfungen ausschließt. Dadurch soll die Performance noch einmal erhöht werden.

### 2010
Die Version 2010 (17.0) wurde am 8. September 2009 in Amerika veröffentlicht. Die neuen Funktion dieser Version sind unter anderem:
- Norton Threat Insight
- Verhaltensbasierter SONAR™ 2-Schutz
- Norton System Insight
- Norton Insight Network
- Norton Download Insight
- Professioneller Spam-Schutz
- Norton File Insight

Außerdem wurde das Interface leicht verbessert.

### 2011
Die 2011er Version erschien am 31. August 2010.

### 2012
Norton Internet Security 2012 wurde Anfang September 2011 freigegeben. In dieser Version wurde maßgeblich an der Oberfläche des Programms gearbeitet, die nun weniger Symbole auf der Startseite hat und dadurch übersichtlicher erscheinen soll. Außerdem wurde mit Norton Management eine Funktion eingeführt, die Unternehmen eine zentrale Steuerung und einheitliche Konfiguration mehrerer Norton-Installationen ermöglicht.
Anfang 2013 wurde eine auf der Ursprungsversion basierende Version namens Norton Internet Security CBE (Computer Bild Edition), im Verbund mit der gleichnamigen Illustrierten Computer Bild auf den Markt gebracht. Käufer des Magazins erhielten eine Installations-DVD und eine sogenannte Jahreslizenz (4 × 90 Tage) für exakt ein Endgerät. Entsprechende Produktschlüssel sind online, nach Registration, über die Computer-Bild-Internetpräsenz zu beziehen.

### 2013
Für PC-Anwender erledigt die aktuelle Version Norton Internet Security 2013 die folgenden Aufgaben:
- Anti-Spyware
- Cloud-Sicherheit
- Rootkit-Schutz
- Anti-Bot
- Anti-Tracking
- Firewall
- Anti-Phishing
- Anti-Keylogger
- Anti-Trojaner
- Browserschutz
- E-Mail-Schutz
- Speichermedien-Scan
- Echtzeitscan

Für die Zeitschrift Computer Bild veröffentlichte Symantec Norton Internet Security 2013 CBE, welches es kostenlos als Beilage zu der Zeitschrift gab. Der Vorgänger dieses Produkts war Kaspersky Security Suite CBE; der Nachfolger ist Norton Internet Security 2014 CBE.

### 2014
Eine Beta-Version von Norton Internet Security 2014 wurde im Juni 2013 veröffentlicht. Mit der neuen Version verspricht Symantec Nutzern umfassenderen Schutz, höhere Leistung sowie einen verbesserten Identitätsschutz. Außerdem wurden die Schutzmechanismen speziell für Benutzer von mobilen Endgeräten optimiert.

## Funktionen
Norton AntiVirus sowie Norton Personal Firewall werden auch als Einzelapplikationen verkauft. Über das sogenannte LiveUpdate wird die Software automatisch in regelmäßigen Abständen aktualisiert, sodass z. B. die Virendefinitionen immer auf dem neuesten Stand sind. Alternativ können Aktualisierungen auch manuell oder per Definitionsdatei heruntergeladen werden. Der Kauf einer Retail- oder Onlineversion ermöglicht es, Aktualisierungen per LiveUpdate ein Jahr lang herunterzuladen (90 Tage bei OEM-Versionen). Danach muss eine kostenpflichtige Abonnementerweiterung über das Internet bezogen werden.

## Kritik
In älteren Versionen war die vollständige Deinstallation bei vielen Anwendern nicht möglich, was dazu führte, dass Nutzer, die z. B. auf eine andere Antiviren-Software umsteigen wollten, ihr Betriebssystem komplett neu installieren mussten. Symantec selbst stellt hierzu ein Programm namens Norton Removal Tool bereit, das, im Gegensatz zur normalen Deinstallationsroutine, selbst sehr tief im System verankerte Programmdateien entfernt, wobei auch hier meist einzelne Restdateien übrig bleiben.
Ferner ist auch das Antivirusmodul gegenüber staatlich gesteuerten Zugriffen gehäuft kritisiert worden; siehe Norton AntiVirus.